# Межвоенный кризис в Ичкерии
Межвоенный кризис в Ичкерии — период с 1997 по 1999 годы, в котором в Чеченской Республике Ичкерия происходили экономические и политические проблемы, связанные с послевоенными последствиями и кризисом, и раскол, вылившийся из противоречий между чеченскими националистами, возглавляемых Асланом Масхадовым и Русланом Гелаевым, и ваххабитами-панисламистами, возглавляемых Арби Бараевым, Абдул-Маликом Межидовым и Рамзаном Ахмадовым. Посредниками в конфликте выступали Зелимхан Яндарбиев, Шамиль Басаев и Ваха Арсанов.

## Предпосылки

### Окончание Первой чеченской войны
Почти сразу по окончании Первой чеченской войны в Чечне разгорелась борьба за лидерство между вчерашними соратниками. Гибель первого президента ЧРИ Джохара Дудаева нарушила политический баланс в лагере сторонников чеченской независимости. Война выдвинула на первый план ряд военных, политиков и общественных деятелей, которые готовы были предъявить свои права на пост главы государства.
27 января 1997 года в Чечне прошли президентские выборы. На пост главы государства было выдвинуто более 20 кандидатур, но реальными претендентами являлись три человека: и.о. президента Зелимхан Яндарбиев, известный военачальник и начальник Главного штаба армии Аслан Масхадов, влиятельный полевой командир Шамиль Басаев. Масхадов провозглашал своей целью создание независимого демократического светского чеченского государства. Этому должны были способствовать, как установление мирных добрососедских отношений с Россией, так и укрепление взаимовыгодных контактов с Западом. Басаев и Яндарбиев позиционировали себя как радикальные исламисты, сторонники построения шариатского государства и дистанцирования от России. Победу в выборах одержал Масхадов, набрав более 59% голосов избирателей. Второе место занял Басаев, набрав 23,5% голосов. Яндарбиев набрал 10% голосов.
Выборы депутатов парламента ЧРИ вызвали гораздо меньшую активность электората. Даже по итогам двух туров голосования, 27 января и 15 февраля 1997 года, были избраны лишь 32 депутата из 63-х. В начале марта 1997 года Центральная избирательная комиссия ЧРИ пересмотрела своё решение и утвердила избрание депутатов ещё по 11 избирательным округам. Самую большую фракцию в законодательном органе составили депутаты из масхадовской Партии национальной независимости — более 20 человек. Второй по численности стала фракция Союза политических сил «Исламский порядок», которую возглавил Мовлади Удугов, — 7 депутатов.

### Экономическая ситуация в Чечне между двумя войнами
Сумевшая отстоять фактическую независимость, но не получившая международного признания, Чеченская Республика Ичкерия после войны оказалась в сложном положении. Экономика страны была разрушена, резко упал уровень жизни населения. В небольшом государстве численность безработных достигла 400 тысяч человек, среди которых значительную часть составляла молодёжь. Кроме того, были десятки тысяч больных и инвалидов, нуждавшихся в длительной медицинской реабилитации. В межвоенный период практически полностью исчезло нечеченское население. Абсолютное большинство чеченцев жило в нищете, практически без законных средств к существованию, часто в разрушенных войной домах.
Эту тяжелую социально-экономическую картину усугубляла активизация преступных групп: на руках населения оказалось огромное количество оружия, во многих селах стали создаваться никому не подчиненные местные отряды ополчения. Бывшие полевые командиры стали сколачивать собственные банды, занимавшиеся рэкетом и грабежом. Процветал нелегальный нефтяной промысел. Постоянно происходили провокации, направленные на дискредитацию правительства Масхадова в глазах мирового сообщества.

### Раскол общества
Одержав убедительную победу на президентских выборах, Аслан Масхадов стремился объединить вокруг себя вчерашних политических оппонентов. Лично заняв пост председателя правительства, он назначил первыми вице-премьерами Шамиля Басаева и Мовлади Удугова. Зелимхан Яндарбиев отказался работать с администрацией Масхадова и вскоре перешел в оппозицию. Это был момент наибольшей консолидации чеченского общества за весь межвоенный период. У Масхадова практически не было серьёзных политических противников, парламент также поддерживал линию президента. Но, как показали дальнейшие события, масштаб и сложность стоявших перед чеченским лидером задач оказались несоизмеримы с его реальными возможностями.
Активизация ваххабитов в соседнем Дагестане расколола Чечню на умеренных (Аслан Масхадов, Руслан Гелаев, Асланбек Исмаилов), которые проводили политику невмешательства в дела российского Дагестана, и радикалов (Мовлади Удугов, Арби Бараев, братья Ахмадовы), которые стремились «оказать помощь братьям по вере».

## События 1998 года
- 16 марта — попытка ликвидации ваххабитов Урус-Мартановского джамаата Рамзана Ахмадова формированиями Масхадова[8].
- 25 апреля — в Грозном состоялся Конгресс народов Ичкерии и Дагестана (КНИД), председателем которого избрали Шамиля Басаева[9].
- 21 июня — группа сторонников полевого командира Салмана Радуева во главе с полковником Вахой Джафаровым, начальником штаба «Армии Джохара Дудаева» (АДД), предприняла попытку захватить здание телевидения в Грозном. Во время столкновения погибли сам Джафаров и начальник Службы национальной безопасности Ичкерии, Лечи Хултыгов[10].
- 22 июня — Масхадов вводит в Чечне чрезвычайное положение[10].
- 13 июля — волнения в Гудермесе. Патруль шариатской гвардии разгромил ларёк, торгующий алкоголем, однако местные жители устроили драку, в ходе которой несколько членов ШГ было убито. В город были посланы дополнительные силы шариатской гвардии Абдул-Малика Межидова, Исламского полка особого назначения Арби Бараева и Исламской бригады братьев Ахмадовых. Однако они были атакованы бойцами Гудермесского отделения Национальной гвардии ВС ЧРИ, где командиром был бригадный генерал ВС ЧРИ Сулим Ямадаев, являвшийся ярым противником ваххабизма и приверженцем суфийского течения ислама. По разным оценкам, тогда было убито от 200 до 250 ваххабитов (салафитов)[11].
- 20 июля — Масхадов своим указом объявил о расформировании Шариатской гвардии и Исламского полка особого назначения.
- 25 июля — в Грозном прошёл съезд мусульман Кавказа. На нём присутствовали делегаты из Дагестана и Ингушетии. В резолюции съезда говорилось о необходимости запрета ваххабизма в регионе.
- 23 сентября — Шамиль Басаев и Салман Радуев потребовали отставки президента Масхадова, обвинив его в узурпации власти, нарушении Конституции и шариата, а также в пророссийском внешнеполитическом курсе.
- 1 октября — Масхадов отправляет в отставку правительство Басаева.
- 4 октября — в Грозном взяты в заложники инженеры из Великобритании Питер Кеннеди, Дарел Хики, Рудольф Петчи и новозеландец Шон Стенли. Они сотрудники английской фирмы «Грейнджер» и работали в Чечне по контракту с компанией «Чечентелеком». Заложники были зверски убиты в декабре 1998 года.
- 8 ноября — в Грозном состоялась встреча президента с полевыми командирами[12], которых возглавлял Басаев. Переговоры закончились уступкой Масхадова.

## Последствия
В августе 1999 года радикалы, во главе с Шамилем Басаевым, амиром Хаттабом, Арби Бараевым, братьями Ахмадовыми, Абдул-Маликом Межидовым, вторглись в Дагестан, что спровоцировало Вторую чеченскую войну, а умеренные националисты частью, например, Кадыровы и Ямадаевы, пошли на соглашение с российским правительством, частью, в том числе президент Масхадов, заняли промежуточную позицию, но в конечном счёте примкнули к исламистам.